# Vize (district)
Vize is een Turks district in de provincie Kırklareli en telt 30.348 inwoners (2007). Het district heeft een oppervlakte van 1090,6 km².
De bevolkingsontwikkeling van het district is weergegeven in onderstaande tabel.
| 1997   | 2000   | 2007   |
| ------ | ------ | ------ |
| 31.911 | 32.276 | 30.348 |